# Aeroportul Hubli
Aeroportul Hubli (IATA: HBX, ICAO: VOHB) este un aeroport din Karnataka, India ce deservește zona Hubli-Dharwad⁠(d). Aeroportul a fost tranzitat în decembrie 2022 de 34.971 de pasageri. A fost numit după zona deservită.
Situat la o altitudine de 662 m, aeroportul dispune de o singură pistă. Este operat de Airports Authority of India⁠(d).